# Bugsy
Bugsy – amerykański film gangsterski z 1991 roku w reżyserii Barry’ego Levinsona, opowiadający historię gangstera Bugsy'ego Siegela.

## Obsada
- Warren Beatty – Benjamin „Bugsy” Siegel
- Annette Bening – Virginia Hill
- Harvey Keitel – Mickey Cohen
- Ben Kingsley – Meyer Lansky
- Elliott Gould – Harry Greenberg
- Joe Mantegna – George Raft
- Richard C. Sarafian – Jack Dragna
- Bebe Neuwirth – Countess di Frasso
- Giancarlo Scandiuzzi – Count di Frasso
- Wendy Phillips – Esta Siegel
- Stefanie Mason – Millicent Siegel
- Kimberly McCullough – Barbara Siegel
- Andy Romano – Del Webb
- Robert Beltran – Alejandro
- Bill Graham – Charlie „Lucky” Luciano
- Lewis Van Bergen – Joey Adonis
- Joseph Roman – Moe Sedway
- James Toback – Gus Greenbaum
- Don Carrara – Vito Genovese
- Carmine Caridi – Frank Costello
- Ksenija Prohaska – Marlene Dietrich

## Nagrody
- Nagroda Akademii Filmowej:
  - Oscar za najlepszą scenografię – Dennis Gassner i Nancy Haigh
  - Oscar za najlepsze kostiumy – Albert Wolsky
  - nominacje:
    - Oscar za najlepszy film – Warren Beatty, Mark Johnson, Barry Levinson
    - Oscar dla najlepszego aktora pierwszoplanowego – Warren Beatty
    - Oscar dla najlepszego aktora drugoplanowego – Harvey Keitel
    - Oscar dla najlepszego aktora drugoplanowego – Ben Kingsley
    - Oscar za najlepszą reżyserię – Barry Levinson
    - Oscar za najlepszą muzykę filmową – Ennio Morricone
    - Oscar za najlepszy scenariusz oryginalny – James Toback
    - Oscar za najlepsze zdjęcia – Allen Daviau

- Złoty Glob:
  - Złoty Glob za najlepszy film dramatyczny
  - nominacje:
    - Najlepszy aktor w dramacie – Warren Beatty
    - Najlepsza aktorka w dramacie – Annette Bening
    - Najlepszy aktor drugoplanowy – Harvey Keitel
    - Najlepszy aktor drugoplanowy – Ben Kingsley
    - Najlepsza muzyka – Ennio Morricone
    - Najlepszy reżyser – Barry Levinson
    - Najlepszy scenariusz – James Toback

- 42. Międzynarodowy Festiwal Filmowy w Berlinie:
  - nominacja do Złotego Niedźwiedzia – Barry Levinson

- MTV Movie Awards 1992:
  - nominacja do Złotego Popcornu w kategorii Najlepszy pocałunek – Warren Beatty i Annette Bening